# سمكة الدبور الحدباء
سمكة الدبور الحدباء (الاسم العلمي: Cheroscorpaena tridactyla)، نوع من أسماك عقرب الدبور الموجودة فقط في خليج بابوا حيث تسكن الشعاب المرجانية. يبلغ أقصى طول لها 15 سم (5.9 بوصة). هذا النوع هو العضو الوحيد المعروف في جنسه.